# Konfliktkommission

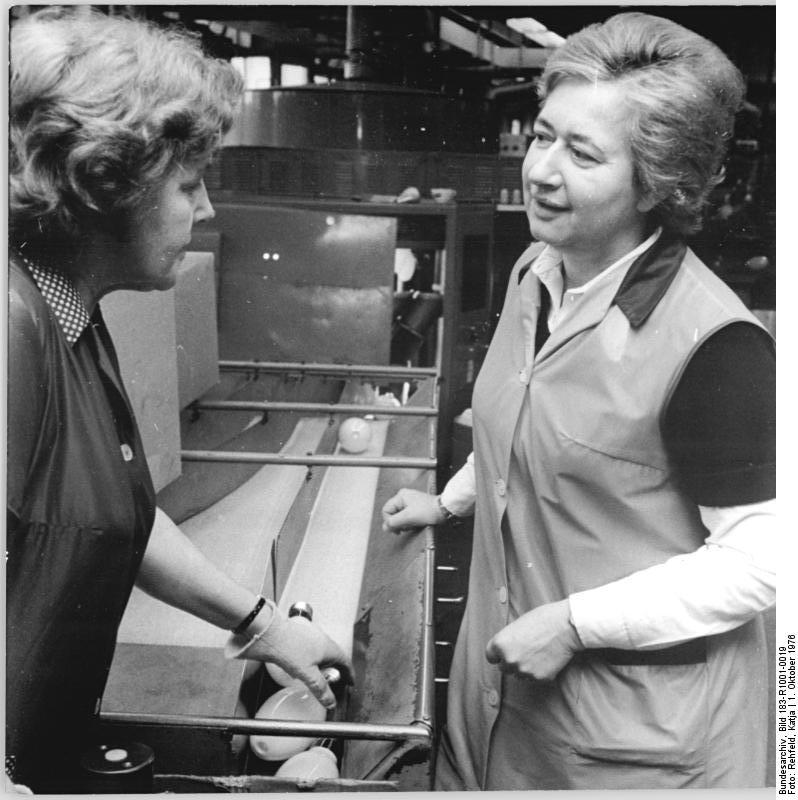
Ilse Wedel (r.), Mitglied der Betriebsgewerkschaftsleitung und der Konfliktkommission im VEB Kombinat Narva Berlin Glühlampenwerk sowie Schöffin des Senats für Arbeitsrecht am Obersten Gericht der DDR, 1976

Konfliktkommissionen (abgekürzt KKs) zählten im System der DDR-Justiz neben den Schiedskommissionen und in Abgrenzung zur staatlichen Gerichtsbarkeit zu den sogenannten gesellschaftlichen Gerichten der sozialistischen Rechtspflege.
Die Konfliktkommissionen dienten im Sinne des Vorsitzenden des Ministerrats der UdSSR Nikita Chruschtschow der Übertragung staatlicher Funktionen „auf das Volk“, um „wirkungsvoller als die bisherigen Organe mit ihren Methoden die gesellschaftlichen Widersprüche“ zu lösen. Rechtsgrundlage war zunächst die Konfliktkommissionen-Verordnung von 1953, dann das Gesetz über die gesellschaftlichen Gerichte vom 11. Juni 1968 bzw. vom 25. März 1982.
Die Verfassung der Deutschen Demokratischen Republik von 1968 regelte dann in Artikel 92:

„Die Rechtsprechung wird in der Deutschen Demokratischen Republik durch das Oberste Gericht, die Bezirksgerichte, die Kreisgerichte und die gesellschaftlichen Gerichte im Rahmen der ihnen durch Gesetz übertragenen Aufgaben ausgeübt.“

Die ostdeutschen Konfliktkommissionen ähnelten in ihrer Funktion der westdeutschen Betriebsjustiz.

## Entstehung
Mit dem Gerichtsverfassungsgesetz (GVG) der DDR vom 2. Oktober 1952 waren die bisherigen Arbeitsgerichte aufgelöst worden und stattdessen Kreisarbeitsgerichte auf Landkreisebene und als zweite Instanz Bezirksarbeitsgerichte auf Ebene der Bezirke geschaffen worden. Diese Gerichte wurden mit dem GVD DDR vom 17. April 1963 und dem Gesetz zur Änderung und Ergänzung des Gesetzbuchs für Arbeit vom 17. April 1963 aufgehoben. Stattdessen wurden an den Kreisgerichten Kammern für Arbeitsrecht und an den Bezirksgerichten Senate für Arbeitsrecht geschaffen. Diesen waren die Konfliktkommissionen vorgeschaltet.

## Zuständigkeit und Besetzung
Nach § 4 Abs. 1 Gesetz über die gesellschaftlichen Gerichte  wurden mit Wirkung zum 1. Juli 1968 „[d]ie Konfliktkommissionen [...] in volkseigenen Betrieben und ihnen gleichgestellten Betrieben, in Betrieben mit staatlicher Beteiligung und in privaten Betrieben, in Einrichtungen des Gesundheitswesens, der Kultur und Volksbildung, in staatlichen Organen und Einrichtungen sowie in gesellschaftlichen Organisationen gebildet.“ In größeren Unternehmen wurden mehrere Konfliktkommissionen gebildet. Je 500 Mitarbeiter sollte eine Konfliktkommission bestehen. 1990 bestanden 26 744 Konfliktkommissionen mit knapp 300 000 Mitgliedern.
Die Mitglieder der Konfliktkommissionen waren keine ausgebildeten Juristen, sondern stets Laienrichter, die aber regelmäßig Schulungen und Anleitungen zur „richtigen“ Auslegung und Anwendung des „sozialistischen Rechts“ besuchen mussten. Die Mitglieder der Konfliktkommissionen wurden aus den Reihen der Werktätigen des jeweiligen Betriebes bestimmt. Jeweils die Hälfte der Mitglieder wurde von der Betriebsleitung benannt, die andere von der Betriebsorganisation des FDGB. Eine Konfliktkommission bestand aus 8 bis 15 Mitgliedern, es kamen aber auch Konfliktkommissionen mit nur 6 oder auch bis zu 20 Mitgliedern vor. Die Mitglieder hatten bis 1968 eine Amtszeit von zwei und danach von vier Jahren.
Die Kompetenzen der Konfliktkommission lagen auf Antrag einer Partei in Arbeitsrechtssachen und untergeordneten zivilrechtlichen Rechtsstreitigkeiten (mit einem Streitwert bis etwa 1000 DDR-Mark), nach Übergabe durch die Polizei oder den Staatsanwalt auch bei Bagatellkriminalität (im Sprachgebrauch der DDR: „Vergehen“ und „Verfehlungen“) anstelle der staatlichen Justiz und in aufgeklärten Ordnungswidrigkeiten. Für die Behandlung „arbeitsscheuen Verhaltens“ waren hingegen die Schiedskommissionen zuständig (§ 8 Abs. 2 Gesetz über die gesellschaftlichen Gerichte 1968).

## Entscheidungen
Das Verfahren vor der Konfliktkommission war in Arbeitssachen der staatlichen Gerichtsbarkeit obligatorisch vorgeschaltet. Die Kommissionsentscheidung erlangte ähnlich einem gerichtlichen Urteil Rechtskraft. Es bestand jedoch die Möglichkeit, gegen diese Entscheidungen innerhalb einer gesetzlich festgelegten Frist ein Rechtsmittel beim örtlich zuständigen Kreisgericht einzulegen. Hier wurde die Sache dann von einem Berufsrichter (gegebenenfalls mit 2 Schöffen) überprüft und neu verhandelt und entweder aufgehoben oder bestätigt. Die Konfliktkommissionen hatten insoweit die Funktion eines Arbeitsgerichts erster Instanz.

## Abschaffung
Nach der Wende wurden auch die Konfliktkommissionen in den Prozess der Wiedereinführung eines Rechtsstaates einbezogen. Der beherrschende Einfluss der in PDS umbenannten SED auf die Konfliktkommissionen endete. Die erste frei gewählte Volkskammer wandelte sie mit dem Gesetz über die Schiedsstellen für Arbeitsrecht in Schiedsstellen um. Sie verloren damit die Möglichkeit, Strafen zu verhängen. Zum 31. Dezember 1992 wurden auch diese Schiedsstellen für Arbeitsrecht abgeschafft.
Schriftliche Unterlagen von Konfliktkommissionen wurden beispielsweise in Kreisarchiven archiviert.

## Verfahrensstatistik
| [ 17 ]                                  | 1986   | 1986   | 1987   | 1987   | 1988   | 1988   | Beispiele            |
| --------------------------------------- | ------ | ------ | ------ | ------ | ------ | ------ | -------------------- |
| Arbeitsrecht; davon:                    | 53.300 | 75,8 % | 57.107 | 76,7 % | 57.240 | 78,7 % |                      |
| - materielle Verantwortlichkeit         | 35.174 | 50,0 % | 37.410 | 50,2 % | 37.386 | 51,4 % | AuA 1988 S. 140, 181 |
| - Einsprüche gegen Disziplinarmaßnahmen | 4.284  | 6,1 %  | 4.640  | 6,2 %  | 4.867  | 6,7 %  |                      |
| - Lohn-/Gehalts-/Ausgleichszahlungen    | 3.733  | 5,3 %  | 3.945  | 5,3 %  | 3.926  | 5,4 %  | AuA 1988 S. 254      |
| - erzieherische Verfahren               | 2.041  | 2,9 %  | 2.085  | 2,8 %  | 1.833  | 2,5 %  | AuA 1988 S. 88       |
| - übrige Streitfälle                    | 8.068  | 11,5 % | 9.027  | 12,1 % | 9.228  | 12,7 % | AuA 1988 S. 162, 185 |
| Vergehen                                | 12.511 | 17,8 % | 12.729 | 17,1 % | 11.240 | 15,5 % | AuA 1988 S. 40       |
| Verfehlungen                            | 3.386  | 4,8 %  | 3.466  | 4,7 %  | 3.279  | 4,5 %  |                      |
| Ordnungswidrigkeiten                    | 645    | 0,9 %  | 746    | 1,0 %  | 589    | 0,8 %  |                      |
| Schulpflichtverletzungen                | 119    | 0,2 %  | 108    | 0,1 %  | 77     | 0,1 %  |                      |
| Zivilrecht                              | 342    | 0,5 %  | 334    | 0,4 %  | 311    | 0,4 %  |                      |
| Summe                                   | 70.303 |        | 74.490 |        | 72.736 |        |                      |